# 底特律河

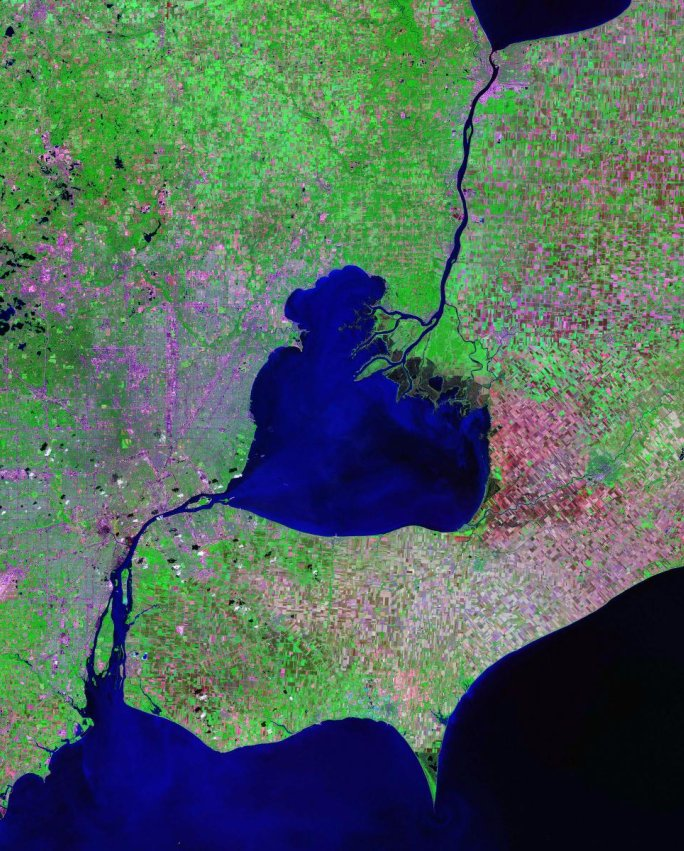
圖中左下側河流為底特律河

底特律河（英語：Detroit River）位于北美中部五大湖地区，连接圣克莱尔湖和伊利湖，全长51（32英里）。
底特律河名字源于法语，意为“海峡之河（River of the Strait）”。